# Rudolf Albini
Rudolf Albini (* 1719 in Bamberg; † 25. August 1797 in Bayreuth) war der Hofstuckateur des Bayreuther Markgrafen.
Rudolf Albini gilt als Meister der Anfertigung von Muschelwerk und setzte Figürliches nur sparsam ein. Er arbeitete vor seiner Anstellung am Hof in Bayreuth in Würzburg. Seine Werke befinden sich u. a. in der Spitalkirche (1750) und im Neuen Schloss in Bayreuth, in der Pfarrkirche Nemmersdorf (1752/53), im Jagdschloss Kaiserhammer (1759/60), in der Pfarrkirche Bindlach (1766/69), in der Residenz Ansbach (1772) und der Pfarrkirche Eckersdorf (1793). Er stuckierte beispielsweise auch das Feezsche Amtshaus in Sparneck.